# The Big Town Round-Up
Pour plus de détails, voir Fiche technique et Distribution.
The Big Town Round-Up (littéralement, Le Tour d'horizon de la grande ville) est un film muet américain réalisé par Lynn Reynolds, sorti en 1921.
Ce film est une adaptation du roman The Big-Town Round-Up du romancier américain d'origine britannique William MacLeod Raine (en) publié en 1920.

## Fiche technique
- Titre : The Big Town Round-Up
- Réalisation : Lynn Reynolds
- Assistant réalisateur : George Webster
- Scénario : Lynn Reynolds d'après le roman de William MacLeod Raine (en)
- Photographie : Ben F. Reynolds
- Producteur : William Fox
- Société de production :  Fox Film Corporation
- Société de distribution :  Fox Film Corporation
- Pays d'origine :  États-Unis
- Langue : film muet avec les intertitres en anglais
- Métrage : 1 599,9 m (5 bobines)
- Format : Noir et blanc — 35 mm — 1,33:1 — Muet
- Genre : Comédie, Film d'action
- Durée : 50 minutes
- Dates de sortie : 
  - États-Unis : 26 juin 1921
  - Danemark : 17 mars 1924
  - Suède : 24 octobre 1924

## Distribution
- Tom Mix : Larry McBride
- Gilbert Holmes (en) : Pee Wee (l'avorton)
- Ora Carew (en) : Alice Beaumont
- Harry Dunkinson : Luther Beaumont
- Laura La Plante : Mildred Hart
- William Buckley : Rodney Curtis
- William Elmer : Jerry Casey
- William A. Crinley : Tim Johnson